# Лоїс Моєс Бікл
Лоїс Моєс Бікл (англ. Lois Moyes Bickle; 28 липня 1881 — 15 листопада 1952) — колишня канадська тенісистка.
Найвищим досягненням на турнірах Великого шолома був фінал в парному розряді.

## Фінали турнірів Великого шолома

### Парний розряд (1 поразка)
| Результат | Рік  | Турнір                           | Покриття | Партнерка   | Суперниці                      | Рахунок  |
| --------- | ---- | -------------------------------- | -------- | ----------- | ------------------------------ | -------- |
| Поразка   | 1909 | Відкритий чемпіонат США з тенісу | Трава    | Дороті Ґрін | Гейзел Гочкіс-Вайтмен Едіт Роч | 1–6, 1–6 |